# Toshihide Migita
Toshihide Migita est un nom japonais traditionnel ; le nom de famille (ou le nom d'école), Toshihide, précède donc le prénom (ou le nom d'artiste).
Toshihide Migita (右田年英, Migita Toshihide, 1862 (ou 1863 selon les sources) - 4 février 1925), aussi connu sous les noms Oju Toshihide ou Toshihide est un artiste japonais dont les œuvres sont réalisées dans le style des estampes traditionnelles ukiyo-e et des peintures occidentales.

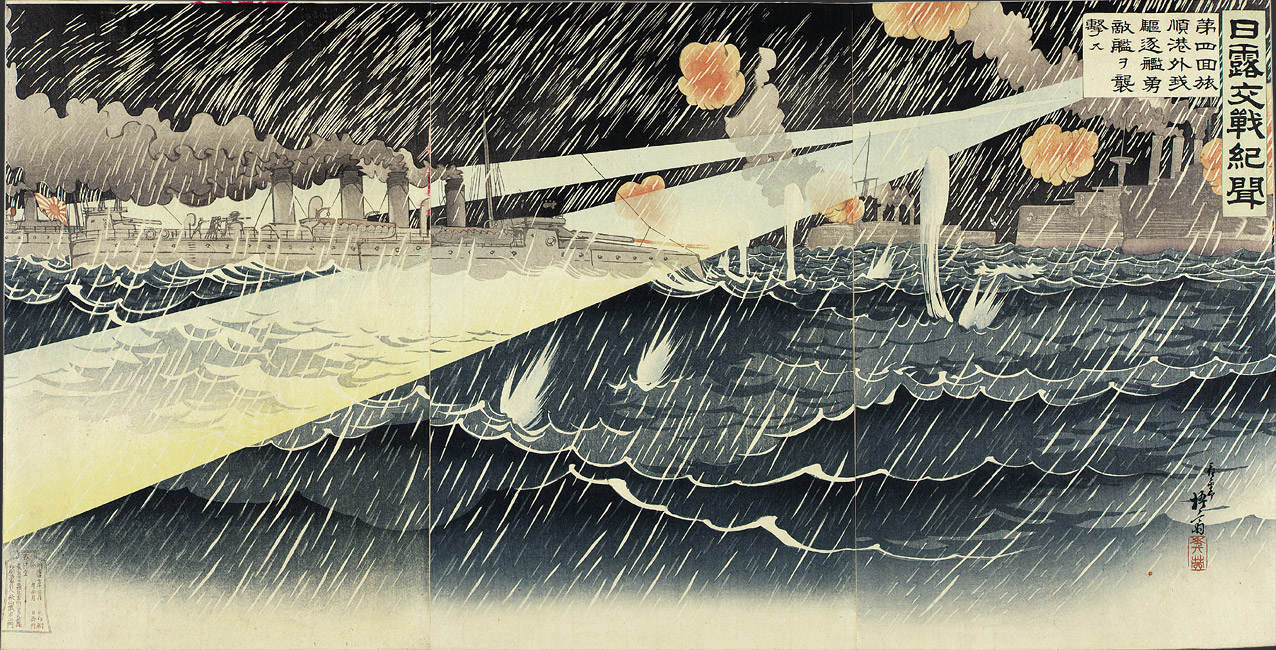
Contre-torpilleurs japonais attaquant les navires ennemis à Port-Arthur; estampe sur bois ukiyo-e par Migita Toshihide, mars 1904.

Migata est apprenti auprès de Tsukioka Yoshitoshi. Il étudie également avec Kinisawa Shimburō (1847 - 1877), peintre formé en Grande-Bretagne.
Ses illustrations sont publiées dans les journaux et les magazines à partir de 1877. Ses portraits d'acteurs du théâtre kabuki sont renommés.
Ses peintures de guerre (戦争絵, sensō-e), en format triptyque sont d'importants documents historiques sur la participation du Japon dans les guerres sino-japonaise et russo-japonaise.